# Stenometra cristata
Stenometra cristata is een haarster uit de familie Thalassometridae.
De wetenschappelijke naam van de soort werd in 1911  gepubliceerd door Austin Hobart Clark.